# Robin White (periodista)
Robin White, MBE (1944), fue durante muchos años editor de los programas Focus on Africa y Network Africa de la BBC, que se difundían por la BBC African Service. Es conocido por sus entrevistas con políticos, entre los que se cuentan Charles Taylor, Foday Sankoh, Margaret Thatcher, Milton Obote, Olusegun Obasanjo, Yoweri Museveni, Sam Nujoma, Kenneth Kaunda y Thabo Mbeki.

## Biografía
Nacido en 1944 en Nottingham. Se unió a la BBC a finales de los años sesenta. Aparte de su trabajo como periodista en asuntos africanos, ha trabajado en la radiodifusión educativa y en el programa de cultura y arte británico doméstico, Kaleidoscope. También es un dramaturgo publicado, con el trabajo difundido por la BBC. Robin está casado con Mary Catherine Restieaux, una artista tejedora de textiles cuyo trabajo ha sido expuesto en el Museo de Victoria y Alberto.
En 2000 fue galardonado con un MBE por su destacada contribución al Servicio Mundial de la BBC.